# Villanueva de Teba
Villanueva de Teba est une commune d'Espagne dans la communauté autonome de Castille-et-León, province de Burgos. Elle s'étend sur 6,12 km2 et comptait environ 48 habitants en 2011.